# Tanarctus bubulubus
Tanarctus bubulubus är en djurart som tillhör fylumet trögkrypare, och som beskrevs av Jørgensen och Kristensen 2002. Tanarctus bubulubus ingår i släktet Tanarctus och familjen Halechiniscidae. Inga underarter finns listade i Catalogue of Life.